# Portret Manuela Garcíi de la Prada
Portret Manuela Garcíi de la Prada (hiszp. Retrato de Manuel García de la Prada) – obraz olejny hiszpańskiego malarza Francisca Goi (1746–1828), znajduje się w zbiorach Des Moines Art Center w Stanach Zjednoczonych.

## Okoliczności powstania
Manuel García de la Prada sprawował funkcję alcalde-corregidora – królewskiego komisarza administracji i sądownictwa Madrytu, a także kwatermistrza wojska. Pasjonował się teatrem i sztuką, w 1812 został członkiem Królewskiej Akademii Sztuk Pięknych św. Ferdynanda. Przyjaźnił się z dramaturgiem Leandrem Moratínem i samym Goyą. W swojej kolekcji sztuki posiadał pięć obrazów Goi, które przekazał Akademii w testamencie. Został odznaczony Orderem Karola III. Kiedy po powrocie na tron Ferdynanda VII zaczęły się represje i prześladowania liberałów, powiązany z rządem Józefa Bonapartego García de la Prada musiał udać się na wygnanie.

## Opis obrazu
Obraz ten należy do serii portretów przedstawicieli burżuazji zainteresowanych sztuką. Goya przedstawił Garcíę de la Prada en pied, zwróconego w kierunku widza. Stoi ze skrzyżowanymi nogami i jedną ręką opartą na krześle, podczas gdy drugą głaszcze siedzącego na stole psa. Lekko nonszalancką pozą i eleganckim wyglądem przypomina dandysa. Na strój we francuskim stylu empire składają się: biała koronkowa koszula z wysokim kołnierzykiem, niebieski frak ze złotymi guzikami, żółte spodnie, białe pończochy i czarne buty. Uwagę zwracają gęste czarne włosy i szerokie bokobrody według ówczesnej mody. Ciemne tło służy podkreśleniu postaci, żywe kolory ubrania dodatkowo przyciągają uwagę widza.

## Proweniencja
Obraz należał do portretowanego. Przeszedł do kolekcji Ruiz y Prado w Madrycie, a następnie do paryskiego zbioru niemieckiego kolekcjonera Émile’a Pacully’ego, gdzie pozostał do 1903. Po kilku kolejnych transakcjach w 1953 został nabyty przez Des Moines Art Center, gdzie obecnie się znajduje.